# ロゼート・カーポ・スプーリコ
ロゼート・カーポ・スプーリコ（イタリア語: Roseto Capo Spulico）は、イタリア共和国カラブリア州コゼンツァ県にある、人口約1,900人の基礎自治体（コムーネ）。

## 地理

### 位置・広がり

#### 隣接コムーネ
隣接するコムーネは以下の通り。
- アメンドラーラ
- モンテジョルダーノ
- オリオーロ

## 行政

### 分離集落
ロゼート・カーポ・スプーリコには、以下の分離集落（フラツィオーネ）がある。
- Borgata Marina, Borgo Roseto, Villaggio Baiabella, Contrada Civita